# 브라스리

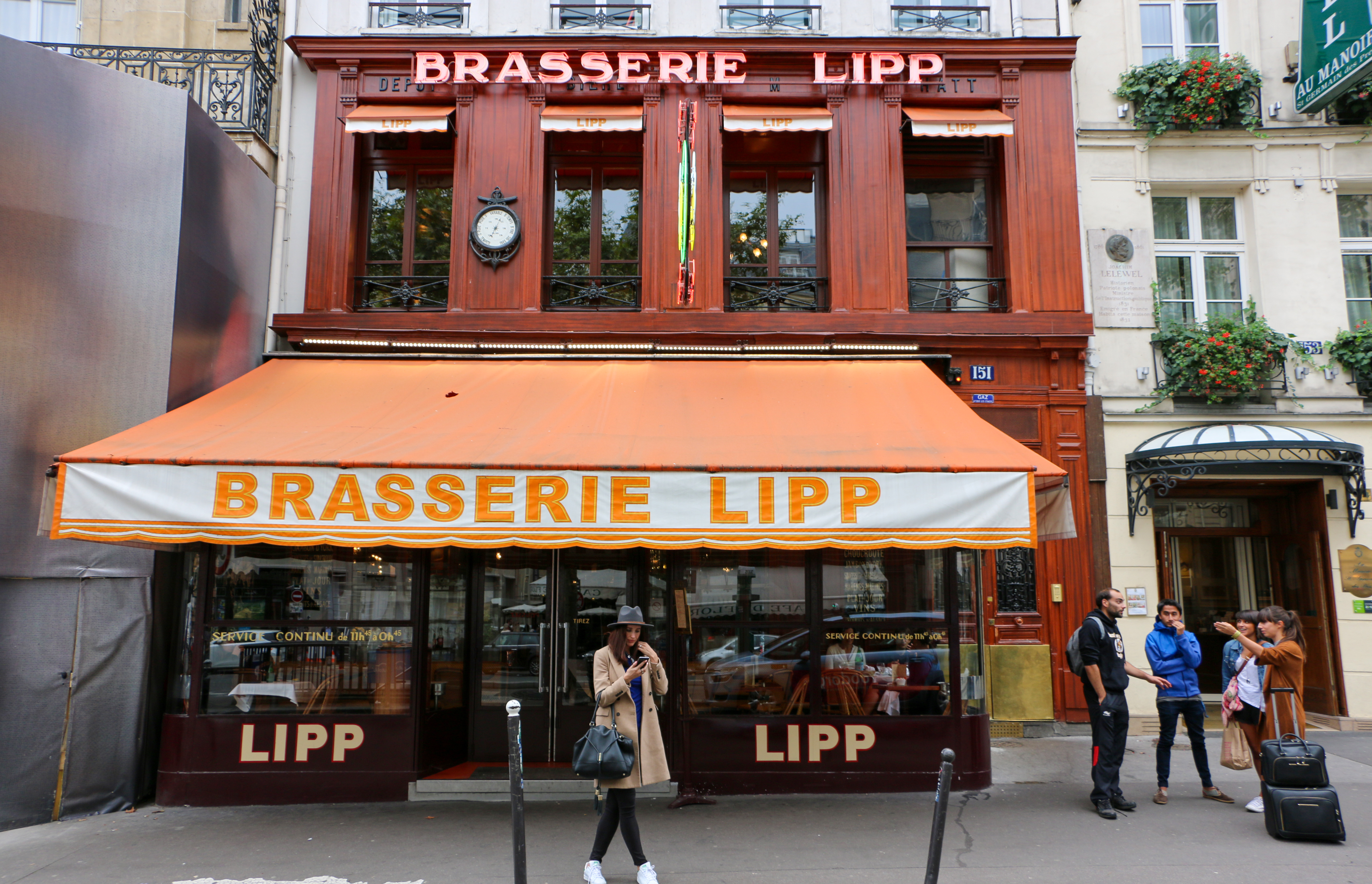
파리의 브라스리

브라스리(프랑스어: brasserie)는 프랑스, 벨기에 등 프랑스어권 지역의 음식점 종류이다. 간단한 식사와 맥주, 포도주 등을 제공한다. 보통 수요일부터 일요일까지 영업한다.

## 이름
프랑스어 "브라스리(brasserie)"는 "술 빚는 곳"이라는 뜻으로, "(술을) 빚다"라는 뜻의 동사 "브라세(brasser)"에 명사를 만들어 주는 파생 접사 "-이(-ie)"가 붙은 말이다.

## 같이 보기
- 비스트로